# Planisepta
Planisepta es un género de foraminífero bentónico de la subfamilia Planiseptinae, de la familia Mesoendothyridae, de la superfamilia Loftusioidea, del suborden Loftusiina y del orden Loftusiida. Su especie tipo es Lituola compressa. Su rango cronoestratigráfico abarca desde el Carixiense superior hasta el Domeriense inferior o parte inferior del Pliensbachiense superior (Jurásico inferior).

## Discusión
Clasificaciones previas incluían Planisepta en el suborden Textulariina del orden Textulariida o en el orden Lituolida.

## Clasificación
Planisepta incluye a la siguiente especie:
- Planisepta compressa †